# د. جاي كاراسكو
د. جاي كاراسكو (بالإنجليزية: D. J. Carrasco)‏ هو لاعب كرة قاعدة أمريكي، ولد في 12 أبريل 1977 في سافورد في الولايات المتحدة.

## وصلات خارجية
- د. جاي كاراسكو على موقع دوري كرة القاعدة الرئيسي (الإنجليزية)
- د. جاي كاراسكو على موقع الدوري الياباني لكرة القاعدة (الإنجليزية)
- د. جاي كاراسكو على موقعبيزبول رفرنس.كوم (الدوري الرئيسي) (الإنجليزية)
- د. جاي كاراسكو على موقعبيزبول رفرنس.كوم (الدوري الثانوي) (الإنجليزية)
- د. جاي كاراسكو على موقع إي إس بي إن.كوم (أم.أل.بي) (الإنجليزية)
- د. جاي كاراسكو على موقع مشجعي الرسوم البيانية (الإنجليزية)